# برو (فیلم ۱۹۹۹)
برو (به انگلیسی: Go) یک فیلم کمدی جنایی آمریکایی محصول سال ۱۹۹۹ به نویسندگی جان اوگست و کارگردانی داگ لیمان با بازی ویلیام فیکنر، کیتی هلمز، جی مهر، سارا پلی و اسکات ولف است. در این فیلم عواقب یک معامله مواد مخدر از سه دیدگاه متفاوت بیان می‌شود.
این فیلم در باکس آفیس ضعیف عمل کرد، اما مورد تحسین منتقدان قرار گرفت. از آن زمان به یک کلاسیک کالت تبدیل شده است.

## داستان
حوالی کریسمس، رونا که در سوپرمارکت خود اضافه کاری می‌کند تا اخراج نشود، آدام و زک به سراغش می‌آیند تا ۲۰ عدد اکستازی بخرند که امیدوار بودند از همکار غایبش، سایمون، بخرند و …

## بازخوردها
این فیلم با تحسین منتقدان منتشر شد. و بر اساس رای ۷۴ نقد منتقد، با میانگین امتیاز ۷٫۶ از ۱۰، از طرف راتن تومیتوز امتیاز ۹۱ درصد را دریافت کرد. اجماع انتقادی این وب‌سایت می‌گوید: «فیلم با دیالوگ‌های تند و جلوه‌های بصری پر سر و صدا، با سرعتی هیجان‌انگیز سرگرم می‌شود». در متاکریتیک، فیلم بر اساس ۲۹ منتقد، میانگین وزنی ۷۲ از ۱۰۰ را دارد که نشان‌دهنده «بررسی‌های عموماً مطلوب» است. بسیاری از منتقدان عموماً سرعت سریع و احساس سبکی فیلم را جذاب می‌دانستند. این فیلم ۲۸٫۵ میلیون دلار در سراسر جهان در مقابل بودجه ۲۰ میلیون دلاری فروخت. این فیلم در ۳ سپتامبر ۱۹۹۹ در بریتانیا منتشر شد.